# Philippe Jacoberger
Philippe Jacoberger (ur. 28 sierpnia 1955) – francuski skoczek narciarski, wielokrotny uczestnik Turnieju Czterech Skoczni. Wystąpił na Mistrzostwach Świata 1982 w Oslo, gdzie zajął 53. miejsce na normalnej i 51. miejsce na dużej skoczni.
Mistrz Francji z 1975 na skoczni dużej.

## Pozycje w klasyfikacji generalnej Turnieju Czterech Skoczni
| Rok       | Pozycja | Punkty | Strata |
| --------- | ------- | ------ | ------ |
| 1974/1975 | 70.     | 526,6  | 352,4  |
| 1975/1976 | 71.     | 510,1  | 410,1  |
| 1978/1979 | 60.     | 497,7  | 317,9  |
| 1979/1980 | 110.    | 128,2  | 811,9  |
| 1981/1982 | 66.     | 547,3  | 504,1  |